# Purismus (Kunstrichtung)
Der Purismus ist eine Stilrichtung der modernen Kunst und Architektur des 20. Jahrhunderts. Er wurde 1918 mit dem Manifest „Après le cubisme“ von Charles-Edouart Jeanneret (Le Corbusier) und Amédée Ozenfant begründet und zeichnet sich durch klare geometrische Formen, eine beschränkte Farbwahl und eine Auswahl von wenigen Alltagsgegenständen als Bildsujet aus.

## Ursprung
Die Streitschrift Après le Cubisme (Nach dem Kubismus) von 1918, die auch als Manifest des Purismus betrachtet wird, markiert dessen Beginn. In Après le Cubisme kritisieren Le Corbusier und Ozenfant die aktuellen Strömungen des synthetischen und orphischen Kubismus als zu dekorativ und ornamental. Ein revidiertes Manifest des Purismus erschien 1921 unter dem Titel „Purismus“ in der Zeitschrift L’Esprit Nouveau.

## Eigenschaften des Purismus
Die puristische Malerei zeichnet sich durch folgende Eigenschaften aus:
- strenge, klare Formen
- simple Alltagsgegenstände als zentrale Bildmotive
- beschränktes Repertoire von Bildsujets wie z. B. Flaschen, Laborgläser, Weingläser oder eine Gitarre[5][6]
- Forderung nach einer Beschränkung der Farbauswahl auf Erdfarben, Ockergelb, Rot, Weiß, Schwarz, und Ultramarinblau, Ablehnung von dynamischen Farben wie Zitronengelb, Orange, helles Kobaltblau, Krapprot oder Smaragdgrün[7][8]

Für die Puristen ist das Stillleben das hauptsächliche Motiv ihrer Bilder. Ziel ist die Enthüllung des geometrischen Aufbaus der Natur durch den Maler.
Die Puristen zeigten auch ein großes Interesse an Maschinen und deren Ästhetik. Der Künstler sollte seine Lektion von Maschinen lernen und das Prinzip der maschinellen Wiederholung in der Kunstproduktion anwenden. Auf rationaler Grundlage sollten einfache geometrische Formen mit maschineller Präzision verwendet werden. Die Puristen schätzten den Goldenen Schnitt als ideale Proportion. Rein dekorative Elemente lehnten sie ab. Le Corbusier ließ sich zudem den Modulor, eine an den Goldenen Schnitt angelehnte Proportionslehre, patentieren.

## Maler des Purismus
Die Stilrichtung des Purismus war eine kleine Strömung, deren Hauptvertreter Le Corbusier und Ozenfant waren. Zusätzlich gab es noch eine Reihe von Malern, die dem Purismus nahe standen oder von ihm beeinflusst waren:

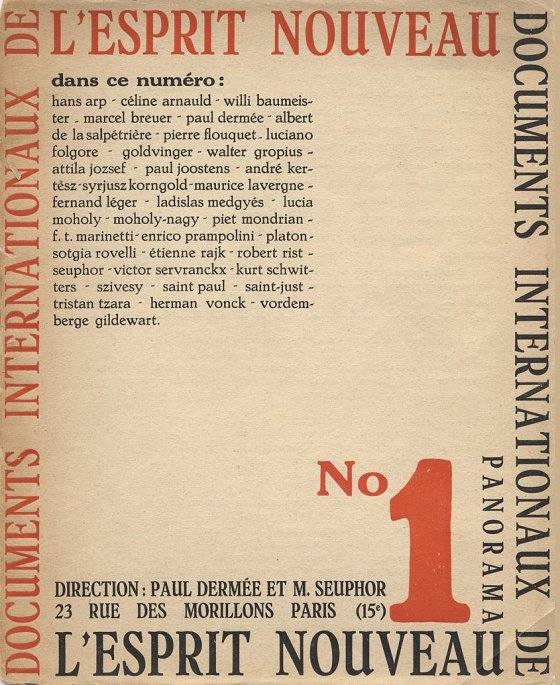
L’esprit nouveau Nr. 1., Oktober 1920

- Marcelle Cahn
- Otto Gustaf Carlsund
- Franciska Clausen
- Florence Henri
- Fernand Léger

## Ausstellungen und Veröffentlichungen
Die erste puristische Ausstellung mit Bildern von Ozenfant und Le Corbusier fand im Dezember 1918 in der Galerie Thomas statt. Die zweite Ausstellung folgte Januar 1921 in der Galerie Druet.
Das bekannteste ausgestellte Werk des Purismus war Le Corbusiers Pavillon de l’Esprit Nouveau im Jahr 1925 für die Ausstellung Internationale des Arts Decoratifs. Die Architektur des Pavillons, seine Innenarchitektur, die Bilder, Skulpturen, Möbel und Dekorationsgegenstände dokumentierten die Ästhetik des Purismus.
Das Hauptsprachrohr des Purismus war die von Ozenfant, Paul Dermée  (1886–1951) und Le Corbusier 1919 gegründete Zeitschrift L’Esprit Nouveau, mit der sie ihre Idee der neuen Kunstrichtung zu verbreiten versuchten.

## Kritik
Speziell an der Auffassung Le Corbusiers von der Architektur und Stadtplanung ist Kritik geübt worden. So ist es aus heutiger Sicht nicht mehr nachvollziehbar, dass er forderte, die Innenstädte der meisten europäischen Städte abzureißen und durch eine rationale, geometrische und symmetrische Stadtplanung zu ersetzen. In seinem Plan für Paris in „Die strahlende Stadt“ (Plan Voisin) schlug er etwa vor, das ganze rechte Seine-Ufer vom Boulevard Haussmann bis zum Louvre abzureißen und durch Wohnsilos zu ersetzen, mit gigantischen Straßen dazwischen.

## Ende des Purismus und Einfluss auf spätere Malerei und Architektur
Der Purismus im engeren Sinn endete 1925, als Le Corbusier und Ozenfant ihre Zusammenarbeit beendeten. Von Purismus im weiteren Sinne kann man dagegen erst ab 1930 nicht mehr sprechen, als sich Le Corbusier und Ozenfant ausschließlich anderen Themen und Stilen zuwandten.
Auch wenn der Purismus 1930 endgültig als Stilrichtung endete, übte er auch auf spätere Kunstrichtungen seinen Einfluss aus, so z. B. auf die Maler der Pop Art der 1960er, die ihre Inspiration wie die Puristen aus massenproduzierten Alltagsgegenständen zogen. Die Maschinenästhetik der Puristen beeinflusste außerdem die Architektur, speziell die von Le Corbusier, sowie die kommerzielle und angewandte Kunst.